# Francesco D'Elci
Francesco D'Elci (Siena, 6 de outubro de 1707 - Roma, 4 de abril de 1787) foi um cardeal do século XVIII

## Biografia
Nasceu em Siena em 6 de outubro de 1707. Da família dos condes d'Elci. Segundo dos sete filhos do Marquês Orso (Pietro Maria) d'Elci e Caterina Tempi. Os outros filhos foram Ludovico, Ferdinando, Giovanni Battista (cônego de Florença), Carlo Niccola, Maria Francesca (cunhada do cardeal Girolamo Bardi, 1743) e Tommaso. Sobrinho do cardeal Raniero d'Elci (1737). Sobrinho materno do cardeal Luca Melchiore Tempi (1753). Sobrinho-neto do cardeal Scipione Pannocchieschi d'Elci (1657). Seu sobrenome também está listado como Delci; e como De Ilcio.
"Applicato agli studi, vi riuscì con lode". (Nenhuma informação educacional adicional encontrada).
Entrou no estado eclesiástico. Cônego da patriarcal basílica de Latrão, 12 de abril de 1735. Entrou na prelatura romana. Referendário dos Tribunais da Assinatura Apostólica da Justiça e da Graça, 24 de novembro de 1740. Vice-legado em Ferrara, dezembro de 1740. Relator da SC da Sagrada Consulta , outubro de 1743. Membro da SC das Indulgências, dezembro de 1746. Presidente da Câmara Apostólica, abril de 1747. Clérigo da Câmara Apostólica, novembro de 1750. Presidente della Zecca , dezembro de 1753 até 1758. Auditor e juiz geral da diocese de Ostia e Velletri, janeiro de 1756. Prefeito della Annona, 25 de setembro de 1759 até 23 de agosto de 1766. Decano dos clérigos da Câmara Apostólica, 1762. Auditor geral da Câmara Apostólica, outubro de 1766, sucedendo a monsenhor Niccolò Serra, promovido a cardinalato. Abade commendatario de S. Galgano, Siena, dezembro de 1767; e de Anghiari, julho de 1770.
Criado cardeal sacerdote no consistório de 26 de abril de 1773; recebeu o gorro vermelho e a diaconia de S. Angelo em Pescheria, 10 de maio de 1773. Atribuído à SS. CC. das Indulgências e Sagradas Relíquias, Imunidade Eclesiástica, Cerimonial e Sagrada Consulta. Participou do conclave de 1774-1775, que elegeu o Papa Pio VI. Membro do SC de Bispos e Regulares. Protetor da cidade de Matelica; do mosteiro delle Filippini de Roma; da igreja e nação de Siena; e da universidade de' fornari iitaliani . Abad commendatario de S. Paolo di Valdiponte, Perugia, março de 1775. Em abril de 1786, ele sofreu uma apoplexia que o manteve incapacitado até sua morte.
Morreu em Roma em 4 de abril de 1787. Exposto na igreja de S. Marcello, Roma, onde se realizou o funeral; e enterrado no túmulo de sua família na capela D'Elci (capela de S. Caterina di Siena), basílica de S. Sabina sul monte Aventino, Roma 